# Cyrtosia separata
Cyrtosia separata är en tvåvingeart som beskrevs av Efflatoun 1945. Cyrtosia separata ingår i släktet Cyrtosia och familjen svävflugor.
Artens utbredningsområde är Egypten. Inga underarter finns listade i Catalogue of Life.